# 1,1,1-Trifluoraceton
1,1,1-Trifluoraceton ist ein fluoriertes Derivat des Acetons mit der Summenformel C3H3F3O. Im Gegensatz zu Fluoraceton besitzt die Verbindung drei Fluoratome. Es handelt sich hierbei um eine farblose Flüssigkeit.

## Eigenschaften
Bei Zimmertemperatur ist 1,1,1-Trifluoraceton eine farblose Flüssigkeit. Im Gegensatz zu Fluoraceton geht die Verbindung schon ab 22 °C in den gasförmigen und ab −78 °C in den festen Zustand über. 1,1,1-Trifluoraceton ist aufgrund seines niedrigen Siedepunktes hochentzündlich, die Verbindung besitzt einen Flammpunkt von −30 °C. Die Dämpfe von 1,1,1-Trifluoraceton können oberhalb des Flammpunktes mit Luft ein explosionsfähiges Gemisch bilden.

## Verwendung
1,1,1-Trifluoraceton kann in der Oppenauer-Oxidation als Oxidationsmittel benutzt werden, wobei man gezielt Hydroxygruppen sekundärer Alkohole in Gegenwart von Hydroxygruppen primärer Alkohole oxidieren kann.